# Maxillaria parahybunensis
Maxillaria parahybunensis är en orkidéart som beskrevs av Célestin Alfred Cogniaux. Maxillaria parahybunensis ingår i släktet Maxillaria och familjen orkidéer. Inga underarter finns listade i Catalogue of Life.